# Plestiodon multilineatus
Espèce
Synonymes
- Eumeces multilineatus Tanner, 1957
- Eumeces multivirgatus mexicanus Anderson & Wilhoft, 1959

Statut de conservation UICN

 DD  : Données insuffisantes
Plestiodon multilineatus est une espèce de sauriens de la famille des Scincidae.

## Répartition

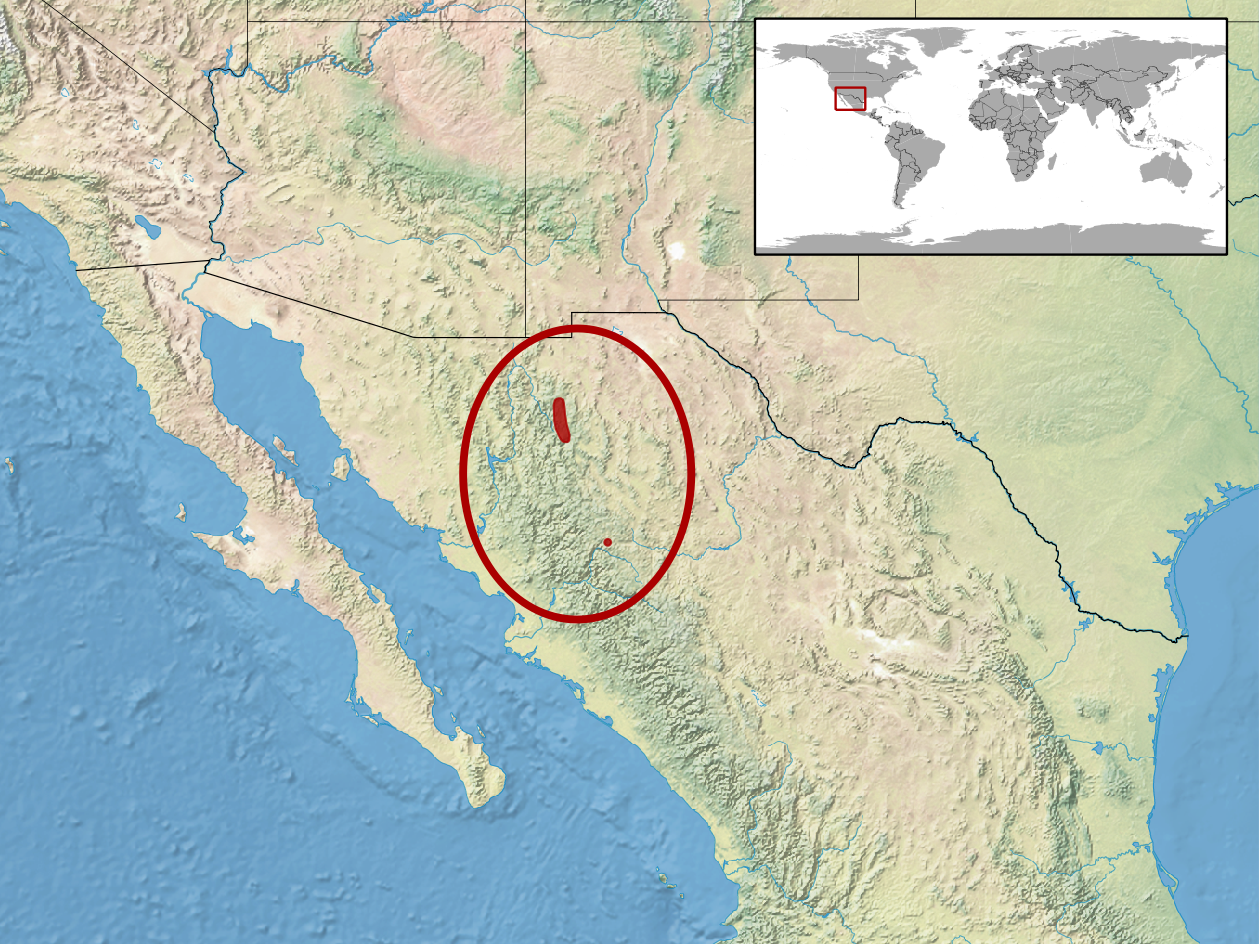
Répartition de l'espèce.

Cette espèce est endémique de l'État de Chihuahua au Mexique.

## Publication originale
- Tanner, 1957 : A new skink of the multivirgatus group from Chihuahua. The Great Basin Naturalist. The Great Basin Naturalist, vol. 17, p. 111-117 (texte intégral).